# 康怡花園

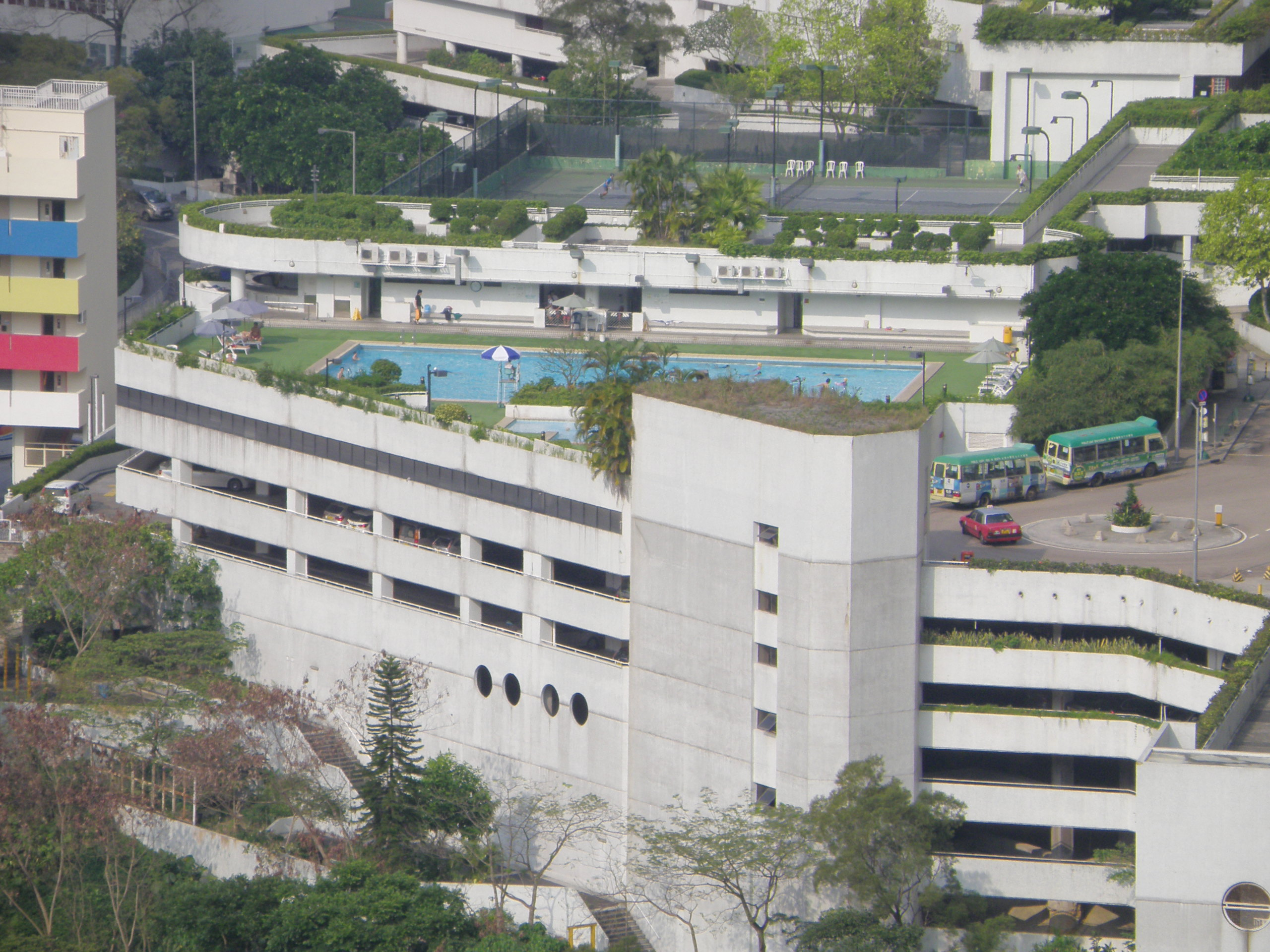
康怡花園會所一期

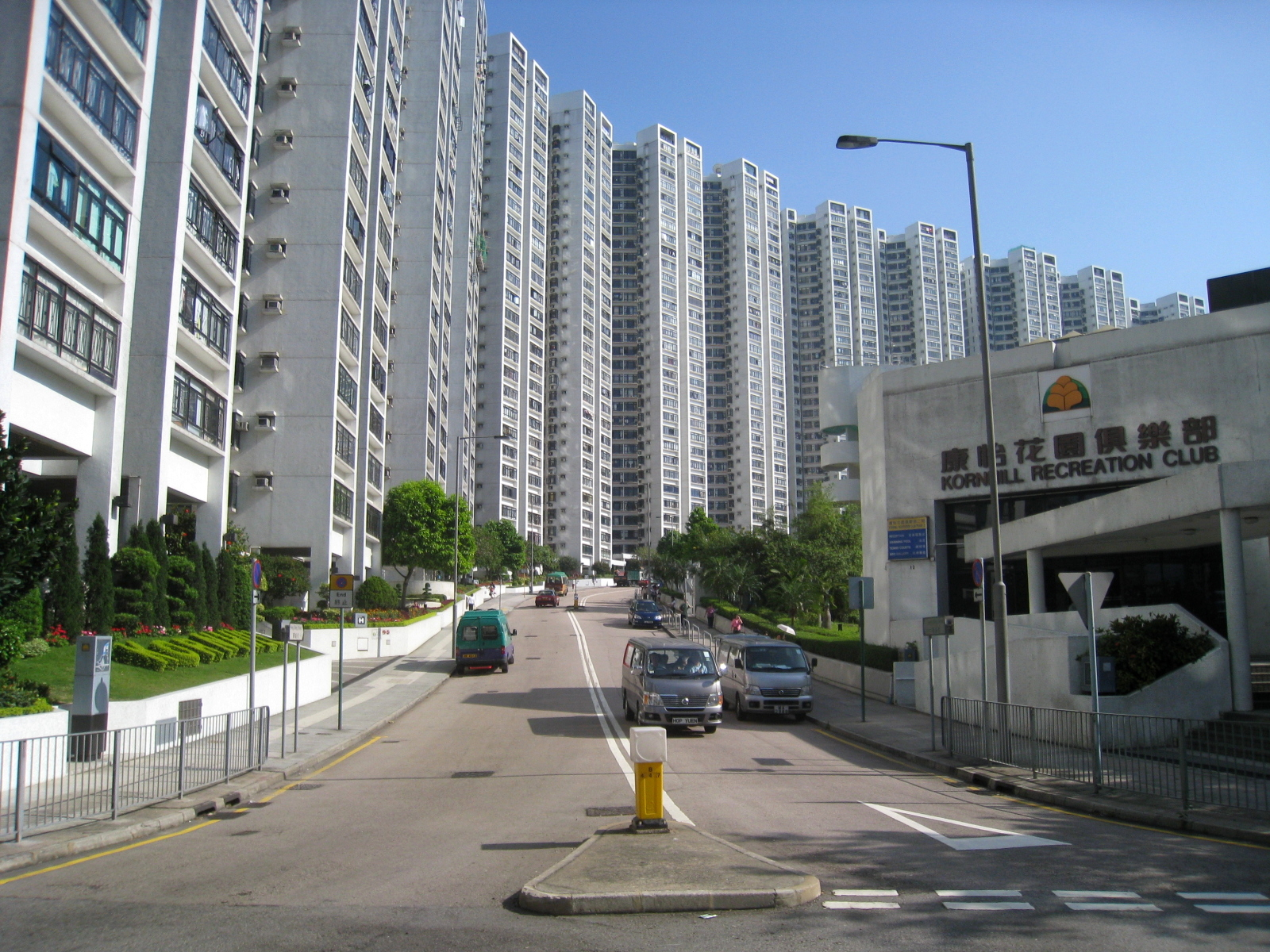
康怡花園高座，右方為會所二期

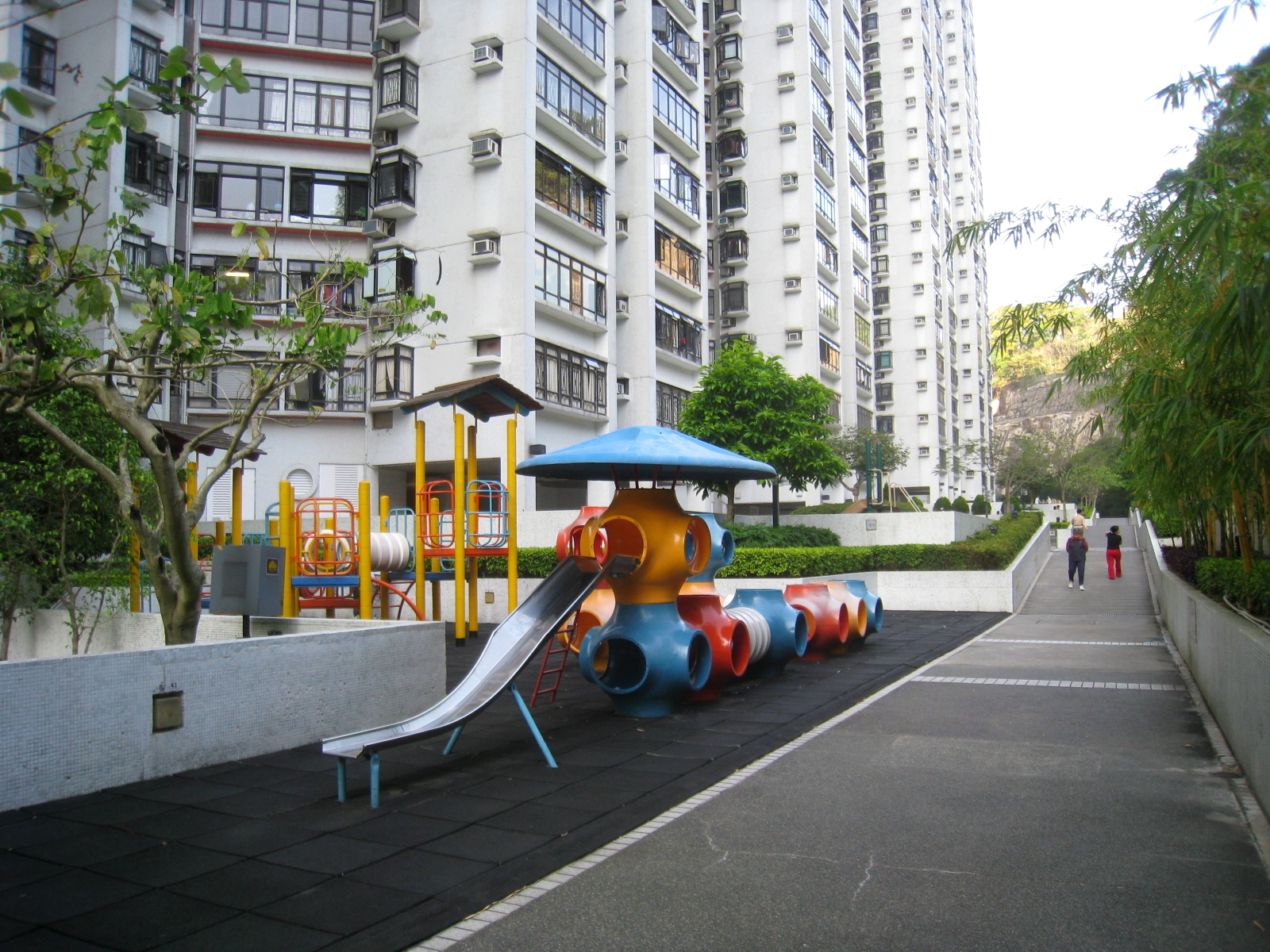
康怡花園高座的兒童遊樂設施

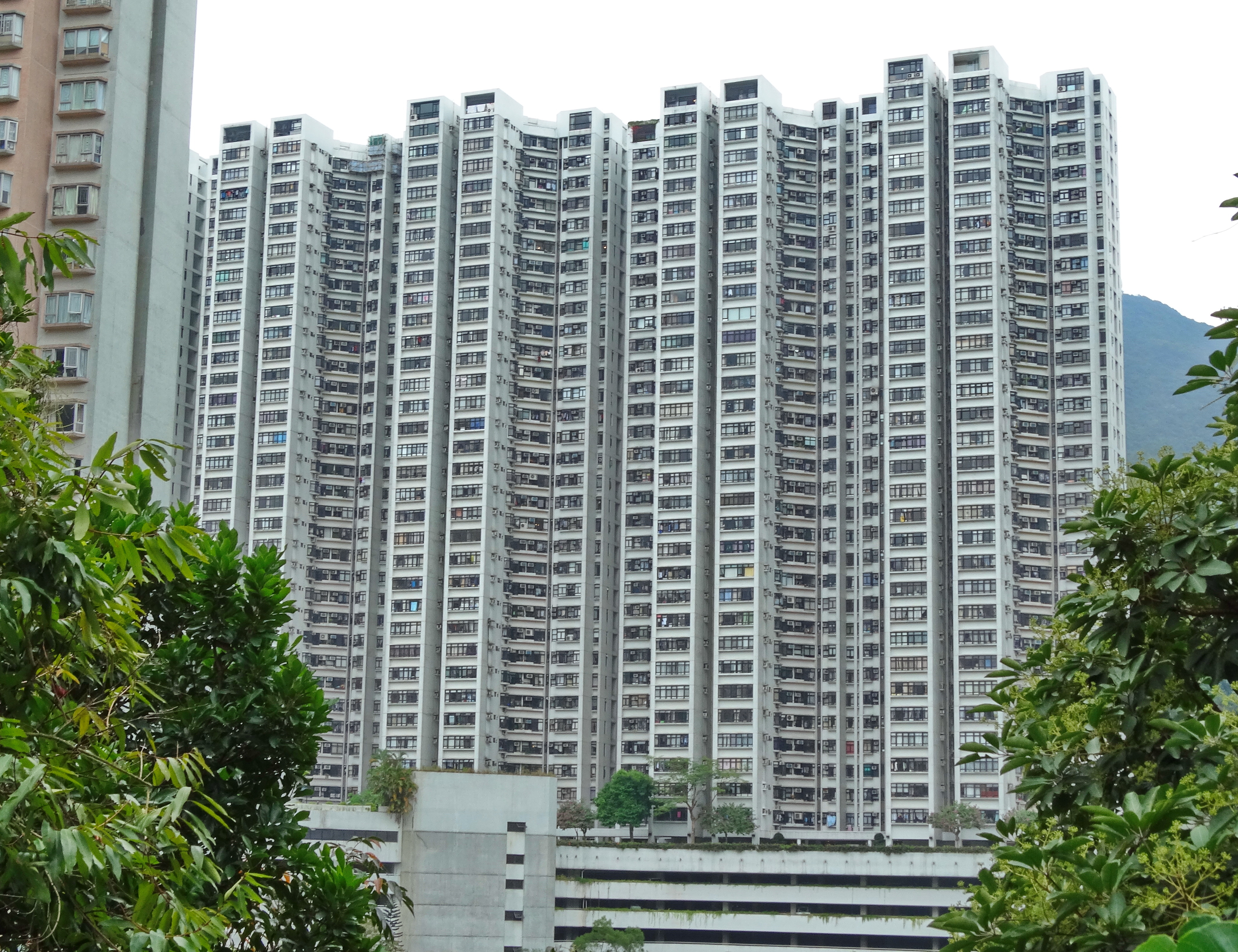
從柏架山道望向康怡花園

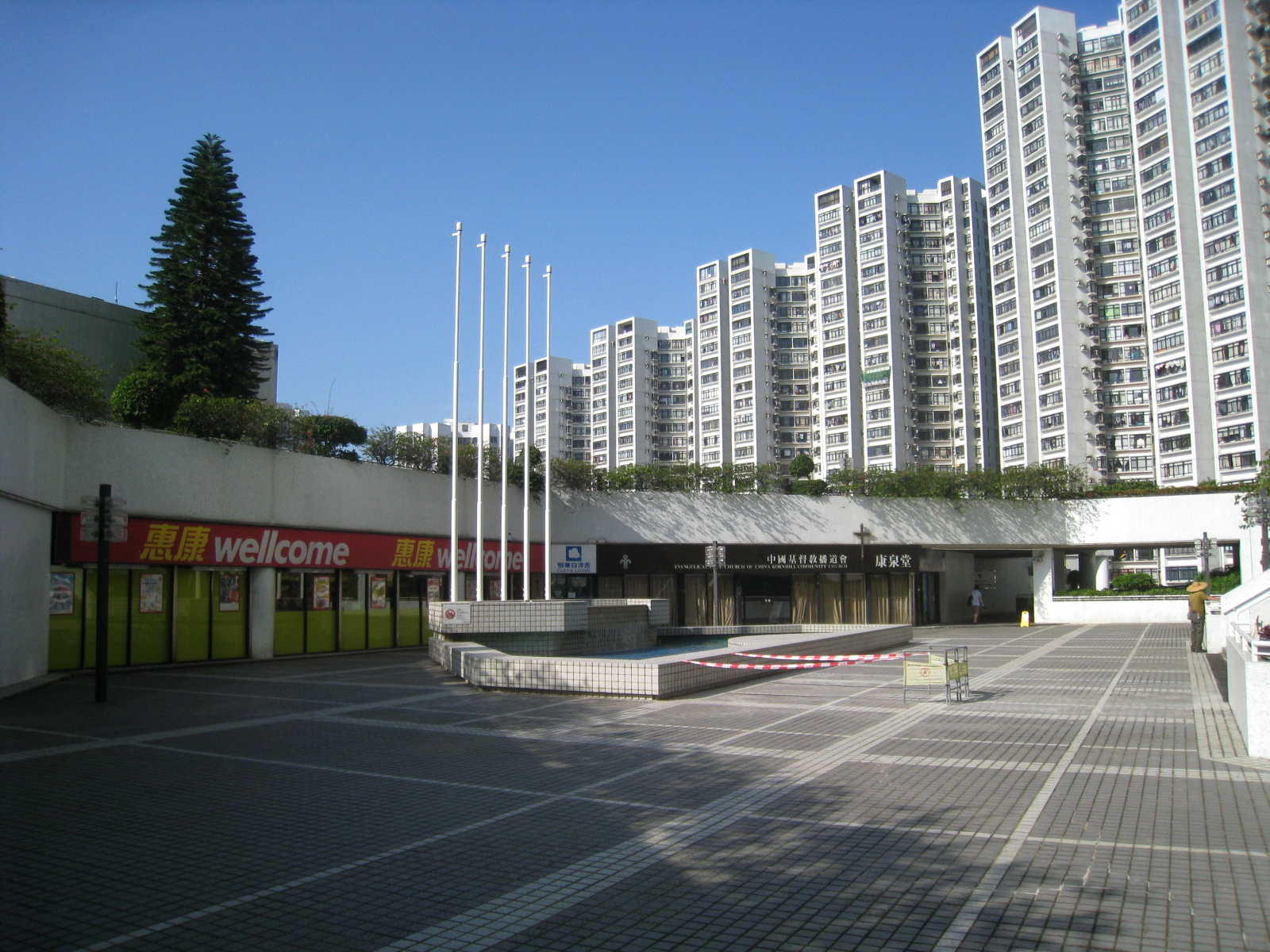
康怡花園高座設有小型商場

康怡花園（英語：Kornhill）是位於香港島東區鰂魚涌康山康愉街31-45號的一個大型私人屋苑，由恒隆地產、新世界發展、凱聯酒店、怡華置業、益新置業、淘化大同、萬邦投資及廖創興企業聯同地下鐵路公司（現今的港鐵公司）合作發展；由港鐵公司管理，協興建築承建，於1985年12月至1987年6月入伙。
康怡花園臨山而建，屋苑合共32幢住宅大廈，每兩幢合組一座，共分為16座，每座樓高18至31層。康怡花園共提供6,648個住宅單位，實用面積介乎461至1,049平方呎，間隔涵蓋二至四房。
康怡花園與同屬港島東的太古城皆為香港十大藍籌私人屋苑之一，亦為中原城市領先指數成份屋苑之一。康怡花園住戶多為中產專業人士或經商的家庭，根據2021年香港人口普查，康怡花園的主要職業收入中位數和家庭收入中位數為$37,810（全港第42位）及$60,110（全港第60位）。

## 歷史
位於香港島柏架山北部山麓的康山，本是未被開發的山頭。1980年代，港鐵港島綫興建時，把康山平整，以興建太古站及康山道 （當時在計劃中稱為新英皇道），並在此興建大型屋苑及商場，成為現在的康怡花園和康怡廣場。首期住宅單位於1986年落成。
原本經英皇道的電車路線，在康山道通車後亦改經康山道。

## 概況
康怡花園項目由伍振民建築師事務所（香港）設計，協興建築承建，共分四期發展，全數共有42座住宅大廈，當中康怡花園有32幢住宅大廈，共分為16座，由A-R座（沒有I座和O座），單位總數為6648個，全數單位為鑽石廳間隔；其中位於康山道與英皇道之間第二期全數共10座住宅大廈另行獨立命名為康山花園，亦採用鑽石廳間隔設計。
康怡花園是香港第一個提供定息分期付款的樓盤，因為單位落成時，正值中英談判低潮，炒家大幅炒賣港元，使當時的最優惠利率上漲至年息13~14%。當時發展商為吸引買家，一方面把原來屬於屋苑第二期的十座樓（除會所共用外，已與康怡花園沒有關係）改作私人參建居屋，先以固定價格售給香港房屋委員會，以減少樓價再下行的風險，再由香港房屋委員會再透過居者有其屋計劃第八期乙，轉售給合資格的居屋申請人（即為現時的康山花園），還把樓宇貸款利息固定在8%。而當時入市的買家，需能夠負擔較大的經濟風險。因為區內的日本百貨公司及超市林立，而附近的西灣河設有韓國國際學校，康怡花園吸引不少日本及韓國駐港工作的家庭居住，與太古城形成一日本人社區。
屋苑布局以孤形Y字排列，範圍甚廣。根據各座數所處之地勢，一般以上、中、下三段來歸類：
| 期數 | 大廈名稱 | 建築座數 | 入伙/啟用年份                         | 承建商                                    | 備註 |
| ---- | -------- | -------- | ------------------------------------- | ----------------------------------------- | --- |
| 1    | A-H      | 16       | 1985年11月－1986年10月（39-40年樓齡） | 協興建築                                  | 俗稱「上康怡」，離港鐵太古站較遠，具備多款不同單位面積及在頂樓設有複式單位設計 ，惟地勢較高及背靠大潭郊野公園（鰂魚涌擴建部份），景觀較有保障                                                                                           |
| 2    | 1-10     | 10       | 1987年3月－1987年6月（38年樓齡）      | 協興建築（住宅） 新昌營造（康怡廣場北座） | 此期另行獨立命名為康山花園 香港房屋委員會居者有其屋計劃第八期乙的私人參建居屋項目，單位設計與「下康怡」類似，但大部分窗台被取消，並以兩房及三房為主，距離港鐵站及與康怡廣場北座接壤，並有4個港鐵站出入囗及2個港鐵通風井設在康山花園內。 |
| 3    | J-M      | 8        | 1987年1月－2月（38年樓齡）            | 協興建築                                  | 俗稱「中康怡」，位於康怡廣場南座以東，此類單位面積普遍較大 ，以三房及三房連主人套房設計為主。 |
| 3    | N-R      | 8        | 1987年7月－1988年2月（37-38年樓齡）   | 協興建築（住宅） 新昌營造（康怡廣場南座） | 俗稱「下康怡」，位於康怡廣場南座以西，最接近港鐵太古站及英皇道，單位面積普遍較小，以兩房及三房設計為主。 |

所有住宅一律採用東芝升降機。
在港鐵太古站上的商業物業康怡廣場，分為南、北兩座，中間有兩條雙層天橋連貫，兩座均設商場、而北座上方為辦公大廈，南座上方為服務式住宅康蘭居 ，其中南座4樓有天橋連貫位於山上的「上康怡」及「中康怡」，而商場內則有AEON百貨公司分店及百佳超級市場。
康怡花園屬私人發展住宅，隔鄰位於英皇道與康山道之間的康山花園，雖然建築外型接近，但已經在入伙前悉數被發展商撥出作私人參建居屋屋苑，並向香港房屋委員會出售，其後再轉售給合資格買主。

### 標準單位
標準戶的實用面積由461至902平方呎，建築面積由582至1,056平方呎，間隔分有2房2廳、3房2廳、3房2廳（連套房）等多種。其中兩房戶的實用面積由461至555平方 呎，建築面積由582至680平方呎。小三房戶的實用面積由605至646平方呎，建築面積介乎728至794平方呎。而大三房戶(連套房) 的實用面積為668至902平方呎，建築面積由808至1,056平方呎）。

### 複式戶
複式戶只設於上康怡各座頂層，分為三房或四房間隔，實用面積由734至1,049平方呎，建築面積由878至1,316平方呎。

## 設施
康怡花園設有住客會所，設備包括游泳池、網球場、健身室等，但公契並無註明只有住戶才能享用。而屋苑內設多個兒童遊樂場。
此外，屋苑亦設有小學兩間，分別為滬江小學及佛教中華康山學校。

## 交通
康安街是康怡花園一條街道，東接東區走廊，北接康山道，沿途建築物有康怡廣場、康怡花園和康蘭居等。康安街與康山道的安全島交界，曾經發生嚴重的致命交通意外，因此被列為交通黑點之一。
康怡花園設有專線小巴通往北角及筲箕灣，港鐵太古站有多個出入口連接，亦設有道路出入口連接港島東區走廊。

## 知名住客
- 謝振中，行政長官辦公室新聞統籌專員，曾任保安局首席助理秘書、香港警務處葵青警區指揮官。

## 重大事件
- 康怡花園烹夫案

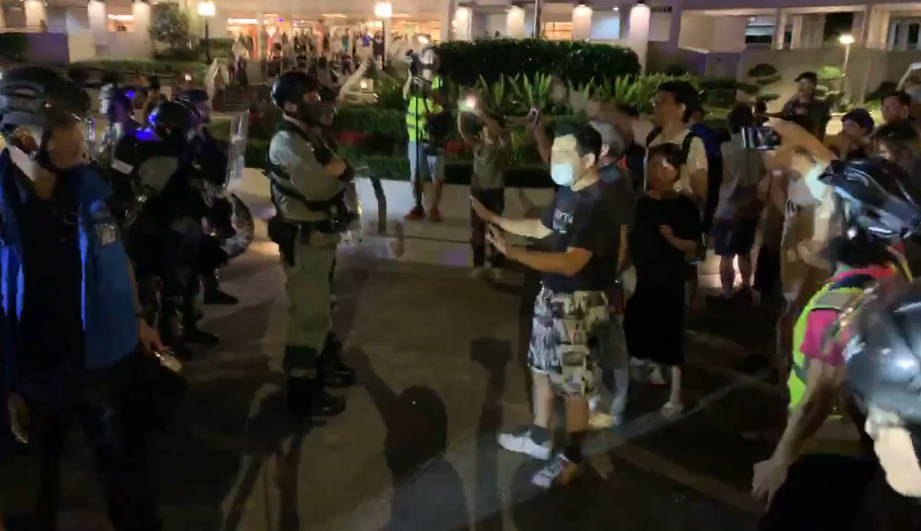
2019年10月7日晚上，過百名防暴警員進入康怡花園住宅平台拘捕3人，引起街坊不滿

- 2000年10月19日，R座4樓411室發生命案。南韓籍女子文慧娥（30歲）被發現倒卧在單位門外，身上有多處刀傷，送院搶救後不治。經過4年多的調查之後，於2004年10月7日拘捕曾在屋苑任職保安員的馮柏翔（34歲）。經調查後懷疑因為馮氏不懂英語以致無法與文氏溝通，事後馮氏更遭投訴以致他後來被解僱，馮氏因懷恨在心因而動起殺機，將文氏斬死。2006年3月2日，陪審團一致裁定被告馮氏謀殺罪成，依例判處終身監禁。[5]
- 2019年10月7日晚上8時，過百名防暴警察和配備圓盾的警員，衝上康怡花園住宅平台拘捕3人，引起街坊不滿指罵警員，要求他們離開，警員未有理會，用強光照向市民。防暴警察逗留約10多分鐘後，登上警車和私家車離開。市民在英皇道一帶聚集，高叫「黑社會」和「解散警隊」等口號，而警車多次來回英皇道，有警員下車用盾牌驅趕記者。[6]事後有街坊批評保安未有阻止防暴警察進入花園平台，包圍保安主管理論及指罵。保安主任表示警方聲稱在執行職務，加上行動迅速，故無法阻止。而防暴警在晚上9時和近10時半，先後兩度衝向康怡花園範圍進行追捕，未有拘捕，行動引起街坊辱罵。[7]
- 2020年7月，一名年逾70多歲的婆婆，因在單位門外貼上寫有「五大訴求，缺一不可」的揮春外形文宣，而遭到管理處針對。管理處數個月來多次派保安到其單位，撕走大門上的「五大訴求，缺一不可」文宣外，更將婆婆的「身體健康」和「平平安安」的「揮春」一併撕走。其中一次婆婆當時正進食晚餐時，當聽到門外撕紙聲後而受驚，當場放聲大哭。其後再貼「健康長壽」以及「願榮光歸香港」，亦被管理處先後於6月5日及6月30日的凌晨時間撕走。婆婆看見閉路電視片段後感到相當不安，需要醫生開安眠藥服食。反之同層住戶張貼的「揮春」卻未有撕走。東區康怡區議員魏志豪認為管理處的處理手法相當有問題。負責人陳經理回應指，撕除標示只是根據公契處理。但當記者問及為何半年來沒有處理其他住戶相關問題，只建議記者查詢港鐵傳媒聯絡組回應。[8]

### 2019冠狀病毒病香港疫情
2021年5月4日晚上，政府宣佈當天兩宗初步確診本地個案均驗出帶變種病毒，其中一宗居所是康怡花園N2座，於是在午夜12時15分將其居所列為「受限區域」，其後將大廈所有居民撤離檢疫。5月5日，康怡花園N2座菲傭確診，是昨天初步確診個案，被驗出帶有N501Y及E484K變種病毒，她於4月18日接種首劑「復必泰」疫苗，成為全港首宗接種復必泰後感染出變種病毒。5月7日，政府宣布檢測呈陰性的人士，可逐步離開檢疫中心，並再強制檢測數次。